# Inga brevialata
Inga brevialata är en ärtväxtart som beskrevs av Adolpho Ducke. Inga brevialata ingår i släktet Inga och familjen ärtväxter. Inga underarter finns listade i Catalogue of Life.